# Joana Schenker
Joana Alexandra Schenker (Sagres, 1 de outubro de 1987) é uma atleta portuguesa de bodyboard. Em 2019, sagrou-se mais uma vez campeã mundial de bodyboard, sendo a primeira portuguesa a conseguir este feito.

## Biografia
Nasceu na vila de Sagres, filha de pais alemães que se haviam fixado na região. Aos treze anos começou a praticar bodyboard com amigos, na sua vila natal. Começou a competir nos esperanças aos catorze anos, não sendo logo reconhecida como atleta portuguesa, o que eventualmente veio a acontecer. Em conjunto com o namorado e treinador, fundou uma escola daquela modalidade, também na vila de Sagres.

## Títulos
Em setembro de 2017, na ilha da Madeira, conseguiu o quarto título europeu consecutivo da modalidade, no European Tour of Bodyboard.
A 8 de outubro de 2017, na sétima e penúltima etapa do circuito mundial de bodyboard profissional, o Nazaré Pro, realizada na Praia do Norte, na Nazaré, garantiu a conquista do título mundial da modalidade, apesar de eliminada nos quartos de final, sendo a primeira atleta portuguesa a conseguir esse feito.
A 18 de abril de 2019, foi agraciada com o grau de Oficial da Ordem do Mérito.
Em Maio de 2019 sagrou-se hexacampeã nacional, ao vencer a terceira etapa do circuito feminino, em Santa Cruz.